# Penstemon subulatus
Penstemon subulatus är en grobladsväxtart som beskrevs av Marcus Eugene Jones. Penstemon subulatus ingår i släktet penstemoner, och familjen grobladsväxter. Inga underarter finns listade i Catalogue of Life.